# Glomerulus

Glomerulus i njuren. A - njurkropp B - Proximala tubuli C - Distala tubuli D - Juxtaglomerulära apparaten
1. Basalmembran
2. Bowmans kapsel - parietala lagret
3. Bowmans kapsel - viscerala lagret
3a. Pediklar (podocyternas fotutskott)
3b. Podocyter
4. Bowmans space
5a. Mesangial cell – Intraglomerulär cell
5b. Mesangial cell – Extraglomerulär cell
6. Juxtaglomerulära cell
7. Macula densa
8. Myocyt (glatt muskulatur)
9. Afferent arteriol
10. Glomerulus kapillärer
11. Efferent arteriol

Schematisk bild av glomerulus med Bowmans kapsel runtomkring.

Ett glomerulus är ett kapillärnätverk i njuren där blodet kommer in genom den afferenta arteriolen och ut genom den efferenta arteriolen. Glomerulus utför den primära och omfattande filtreringen av blodet i njurarna. Filtratet samlas upp i Bowmans kapsel, som är början av nefronet och kallas då för primärurin. Det åker sedan genom nefronet där återabsorption och sekretion sker av för kroppen nödvändiga ämnen innan det går vidare till urinledarna som sekundärurin, det vill säga färdigt urin. 
Det finns cirka en miljon nefron i var njure, och varje nefron har en Bowmans kapsel som innehåller ett glomerulus. Eftersom det är här filtreringen görs så är det även en del av kroppens homeostatiska mekanism, både när det gäller salt-, vatten- och mineralbalansen.'